# オールナイトロング2
『オールナイトロング2』（オールナイトロングツー）は、1995年2月10日に大映よりリリースされた日本のオリジナルビデオ映画。 

## 概要
過激な残虐描写と映倫が審査を拒否した問題作として話題のバイオレンス映画『オールナイトロング』シリーズの第2作。前作を上回る内容に映倫から「過激な場面を10分間は削れ」と要求するも監督側から拒否され、劇場での公開が自粛されるという異例の事態となった。そのため、本作とその続編にあたる『オールナイトロング3 最終章』はR指定の自主規制版および成人指定のノーカット版（正確には一部が修正された）の2つに分けて発売された（いずれもVHS）。なお、前作を含む大映シリーズ3作品は、いずれも当時の「ドリーミーエクスプレスゾーン」というブランド名でリリースされた。
2022年6月以降現在、DVD版・Blu-ray版はリリースされていない。

## ストーリー
『この幸運は選ばれた君にしか訪れない』
ロリコンでオタクな高校生である野田俊一は、中学校時代の同級生であり、裕福な家庭の息子でありながら病的な選民意識の持ち主で、学校の不良達を取り巻きにする平田丈に同性愛的な執着をされ、凄惨なイジメのターゲットにされていた。夏休み中には理不尽な金の要求もされ、耐え切れなくなった俊一はパソコン通信の世界に救いを求めるも無下にされるが、その時騙された男性二人と友人関係になる。夏休み最後の日、友人達とそのうちの一人の彼女もやってきてのパーティに複雑な思いに駆られる時に、丈と取り巻き達が現れ、理不尽と狂気に満ちた暴力の狂宴が始まる。

## 登場人物
野田俊一
趣味は、パソコン通信とフィギュア製作。パソコン通信では、ハンドルネーム『バード』を名乗り、『GOOD・MAN』と名乗る人物とやり取りをしており自身が危機的状況にあることを相談しようとする。平田とは同じ中学の同級生。

### 平田と不良仲間
平田丈
不良グループのリーダー。男色者。仲間に俊一を痛めつけさせているが、彼に好意を持っているのかは不明だが脅しと親しみを用いて翻弄する。他者との関係や人の生死などについて格言を持ち持論を展開する。いつも上下白い服を好んで着ている。自室には不気味な絵や写真を飾り、ハムスターを飼っている。
不良A
平田のグループの恐喝や暴行などを率先して行う。俊一や平田からは『オカ』と呼ばれるリーダー格である。
もともとは俊一同様平田をいじめていたようだが、現在は病的なサディズムを持つ平田に服従し、一緒に悪事をしている。
不良B
ロン毛の男性。いつもニヤニヤした笑みを浮かべて俊一をいたぶる。
不良C
大柄な体格の男性。腕力などに任せて暴力を振るう。平田からは『キチガ』と呼ばれており、待つのが苦手な気が短い性格らしい。
不良D
タンクトップの男性。平田と同じく男色者で彼に好意を抱いている。仲間たちが行う暴行には加わらず平田と共に傍観する。

### その他
ネットユーザーの若者A
ピンク色のシャツを着る男性。『GOOD・MAN』に会う約束をして俊一と知り合う。俊一から、平田たちの恐喝や暴力に怯え切羽詰まっていることを相談される。
ネットユーザーの若者B
ピンク色のシャツを着る男性と俊一と知り合う。若者Aと似たような明るい親しみやすい性格。俊一の自宅に若者Aと訪れて、平田たちに怯える俊一を守ろうとする。
水上さやか
ネットユーザー若者Bの恋人らしき若い女性。夏休みのある晩、俊一の自宅に集まった若者Bに呼ばれて4人で楽しく過ごすはずが、平田たちの訪問により事件に巻き込まれる。
軟禁されている女性
平田の自宅に軟禁されている若い女性。これまでに平田のグループにレイプや薬物により精神的にボロボロにされ、また平田の食事をまともに与えられていなかったり暴力により服従させられている。
幼女
俊一の妄想の中に登場する幼稚園～小学校低学年ほどの幼女。

## キャスト
- 野田俊一 - 遠藤雅
- 高橋将仁
- 水上さやか - 角松かのり
- 大久保貴光
- 小島忍
- 中田圭
- 下出丞一
- 川又秀樹
- 真野圭一
- 五十嵐未緑
- 日椿あやか

## スタッフ
- 製作総指揮 - 池田哲也
- 監督・脚本 - 松村克弥
- 撮影 - 東原三郎
- 音楽 - 中村通宏、朝本浩文
- 製作・受審 - 大映